# Gate Keepers
Gate Keepers (ゲートキーパーズ?, Gēto Kīpāzu) è un manga realizzato da Hiroshi Yamaguchi e adattato da un videogioco per Playstation del 1999, e a sua volta adattato in un anime di ventisei episodi prodotti dallo studio Gonzo. L'anime è stato trasmesso in Giappone a partire dal 3 aprile 2000. Nel 2002 è stato realizzato un sequel della serie nella forma di una serie di sei OAV intitolata Gate Keepers 21.
Tutti i vari adattamenti della serie Gate Keepers, seguono la stessa premessa di base e condividono la maggior parte dei personaggi, sebbene con alcune differenze (in particolar modo relative al personaggio di Reiji Kageyama). Un personaggio del videogioco, Francine Allumage è invece completamente assente dall'anime, mentre il personaggio del videogioco Misao Sakamori, viene rimpiazzato nell'anime dal personaggio di Megumi Kurogane (benché Misao faccia un'apparizione speciale verso la fine dell'anime).

## Trama
La storia è ambientata nel 1969, un periodo nel quale il Giappone era interessato da intensi sviluppi sociali ed economici, dopo la fine della seconda guerra mondiale nel 1945. All'oscuro degli esseri umani, creature extraterrestri avevano iniziato a progettare la conquista della Terra, infiltrando fra gli umani i cosiddetti Invaders (インベーダー?, Invēdā), in grado di trasformare gli uomini in schiavi robot.
Nel tentativo di affrontare gli invasori e difendere il pianeta; una organizzazione segreta chiamata A.E.G.I.S. (Alien Exterminating Global Intercept System) è stata creata con finanziamenti speciali da parte del governo. I membri di questa organizzazione si basano sulla capacità del "Gate Keepers", cioè sulla capacità di aprire "cancelli" di energia paranormale in grado di fornire loro superpoteri. Questi superpoteri sono le uniche armi che hanno un qualche effetto sugli Invaders.
Benché l'A.E.G.I.S. abbia filiali in tutto il mondo, la serie si concentra sulla divisione giapponese. Il quartier genere dell'A.E.G.I.S. si trova esattamente sotto il Tategami High School, una facciata creata dall'organizzazione per mascherare il reclutamento di giovani nuovi "Gate Keepers". Dato che molti dei candidati sono studenti dell'istituto, il luogo permette agli agenti di essere arruolati a scuola ed essere comunque disponibili alle missioni in qualunque momento.

## Personaggi

### A.E.G.I.S.
Shun Ukiya (浮矢 瞬?, Ukiya Shun)
Doppiato da Takahiro Sakurai
Protagonista della serie, Shun Ukiya, è un giovane studente giapponese con una grande passione per il kendō. Ukiya scopre la propria abilità di aprire il Gate delle tempeste durante un incontro casuale con un Invader che stava attaccando la sua città. Viene conseguentemente invitato ad unirsi agli A.E.G.I.S., dove svilupperà vari poteri fra cui Urotora Senpuu Kiri e Shinkuu Misairu. Il suo Gate è considerato uno dei più forti in assoluto. Come si scoprirà in Gate Keepers 21 i suoi poteri sono ereditati dal padre.
Ruriko Ikusawa (生沢 ルリ子?, Ikusawa Ruriko)
Doppiata da Ayako Kawasumi
Ruriko è una delle prime Gate Keepers ad essere reclutate in Giappone dall'A.E.G.I.S. e controlla il Gate della Life. Ruriko è l'infelice portatrice del soprannome 'Rurippe' che non ha alcun reale significato, ad eccezione del fatto che Ukiya lo mette in relazione al fatto che la ragazza sia una piagnucolona. Studentessa modello e ragazza molto popolare, Ruriko è segretamente innamorata di Ukiya, ma plagiata da Reiji Kageyama, finisce per odiare la razza umana e trasformare il proprio Gate nel Gate del genocidio. Ritornerà alla normalità solo quando scoprirà che il suo sentimento per Ukiya è reciproco.
Reiko Asagiri (朝霧 麗子?, Asagiri Reiko)
Doppiata da Mayumi Iizuka
Ragazza sbadata e distratta, a causa dello shock per il divorzio dei suoi genitori, Reiko è una pianista talentuosa e possiede il Gate delle illusioni, che le permette di creare illusioni mentre suona lo strumento.
Kaoru Konoe (近衛 薫?, Konoe Kaoru)
Doppiata da Naoko Takano
Ragazza maschiaccio, particolarmente portata per lo sport. Possiede il Gate del combattimento, che incrementa a livelli spaventosi la sua già incredibile forza fisica.
Misao Sakimori (防人 操?, Sakimori Misao)
Doppiata da Hiroko Konishi
Ragazzina di origini tedesche, che possiede il Gate della percezione. Nel videogioco ha un ruolo abbastanza ampio, mentre nell'anime la maggior parte dei suoi compiti sono presi da Megumi.
Megumi Kurogane (鉄 恵?, Kurogane Megumi)
Doppiata da Rikako Aikawa
Ragazza brontolona ed asociale in possesso del Gate del muro, in grado di invocare barriere protettive. Prova una certa gelosia nei confronti di Ruriko. Il suo personaggio compare solo nell'anime.
Feng Fei Ling (Chinese: 鳳妃玲, Japanese: フェン·フェイリン?, Fen Fei Rin)
Doppiata da Chinami Nishimura
Ragazza proveniente dalla filiale cinese dell'A.E.G.I.S., che possiede il Gate del fuoco. Insieme a lei c'è sempre una scimmietta di nome Ukiya.
Jun Thunders (ジュン·サンダース?, Jun Sandāsu)
Doppiata da Kikuko Inoue
Modella statunitense, affiliata con l'A.E.G.I.S. Controlla il Gate del fulmine.
Francine Allumage (フランシーヌ·アリュマージュ?, Francine Aryumaju)
Doppiata da Junko Iwao
Francine compare esclusivamente nel videogioco e nel manga. Controlla il Gate del calore e dell'esplosione. Proviene dalla filiale francese dell'A.E.G.I.S.
Yukino Houjou (北条 雪乃?, Hōjō Yukino)
Doppiata da Masami Suzuki
Membro anziano dei Gate Keeper giapponesi, essendo nata nel 1169. Tuttavia ha smesso di invecchiare e nel 1969 ha ancora l'aspetto di una ragazzina. Controlla il Gate del ghiaccio e della neve.
Chotaro Banba (番場 長太郎?, Banba Chōtarō) (a.k.a Bancho or Big Boss)*
Doppiato da Takehito Koyasu
Gangster iperattivo di Osaka diventato buono ed arruolato dall'A.E.G.I.S. per il suo Gate dello schiacciamento, che farà innamorare Kaoru.
Kanetake Meguro (目黒 兼武?, Meguro Kanetake)
Doppiata da Etsuko Kozakura
Capo del dipartimento meccanico dell'AEGIS, Megane (soprannominata così per i suoi occhiali) è una specie di bambina prodigio, molto amica di Bancho.
Commander (司令?, Shirei)/Tetsuya Tokiwatari (時渡 哲也?, Tokiwatari Tetsuya)
Doppiato da Kinryū Arimoto
Comandante dell'A.E.G.I.S. e direttore della Tategami High School. Reduce della seconda guerra mondiale, è l'unico sopravvissuto dell'imbarcazione su cui prestava servizio. È in possesso del Gate del tempo e dello spazio.
Keiko Ochiai (落合 恵子?, Ochiai Keiko)
Doppiata da Miki Nagasawa
Segretaria privata del comandante (Shirei), e praticamente seconda al comando dell'A.E.G.I.S. È anche l'infermiera della Tategami High School.
Jim Skylark (ジム·スカイラーク?, Jimu Sukairāku)*
Doppiato da Shinichiro Miki
Pilota britannico, amante dei motori e della velocità. Possiede il Gate del supersonico.

### Invaders
Reiji Kageyama (影山 零士?, Kageyama Reiji, "Traumatized")
Doppiato da Tomokazu Seki
Count Akuma (悪魔伯爵?, Akuma Hakushaku, lit. "Count Devil")
Doppiato da Hidekatsu Shibata
Kaiser Kikai (機械将軍?, Kikai Shōgun, lit. "General Machine")
Doppiato da Shōzō Iizuka
Yasutaka Fukuoka (福岡康隆?, Fukuoka Yasutaka)
Doppiata da Kaneto Shiozawa
Itoi (糸井?)
Doppiato da Norio Wakamoto
Nishiya (西谷?)
Doppiato da Kinryū Arimoto

### Altri
Saemi Ukiya (うきや さえみ?, Ukiya Saemi)*
Doppiata da Chiemi Chiba
Sorella minore di Shun.

## Media

### Videogioco
Il 19 dicembre 1999 la Kadokawa Shoten ha pubblicato il videogioco di ruolo Gate Keepers per PlayStation, prima installazione della serie.

### Manga
Una serie manga di tre volumi, creata da Keiji Gotō è stata pubblicata dalla Kadokawa Shoten. La serie segue abbastanza fedelmente la trama del videogioco.

### Anime

Logo della serie anime

La serie animata è stata prodotta dallo studio Gonzo e diretta da Koichi Chigira. La rete televisiva WOWOW ha trasmesso i 24 episodi della serie dal 3 aprile all'8 settembre 2000. Nel 2002 è stato realizzato un sequel della serie nella forma di una serie di sei OAV intitolata Gate Keepers 21.

#### Episodi
| Nº | Titolo italiano Giapponese 「Kanji」 - Rōmaji                                                                            | In onda           | In onda |
| Nº | Titolo italiano Giapponese 「Kanji」 - Rōmaji                                                                            | Giapponese        |         |
| 01 | Begin the Defense of Earth! 「地球防衛を開始せよ!」 - Chikyuu Bouei wo Kaishi Seiyo!                                     | 3 aprile 2000     |         |
| 02 | Stand Up For Peace! 「平和のために立ち上がれ!」 - Heiwa no Tameni Tachi Agare!                                           | 10 aprile 2000    |         |
| 03 | Let the Bewitching Melody Echo! 「魅惑の曲を響かせろ!」 - Miwaku no Kyoku wo Hibika Sero!                                | 17 aprile 2000    |         |
| 04 | Search For the New Fighter! 「新たな戦士を探せ!」 - Arata na Senshi wo Sagase!                                           | 24 aprile 2000    |         |
| 05 | Charge Towards Your Dreams! 「夢へと向かって駆け抜けろ!」 - Yume Heto Muka Tte Kake Nuke Ro!                             | 1º maggio 2000    |         |
| 06 | Infiltrate the Haunted Female Dormitory! 「恐怖の女子寮に潜入せよ!」 - Kyoufu no Joshiryou ni Sennyû Seyo!               | 8 maggio 2000     |         |
| 07 | Shoot the Enemy Out of the Sky! 「大空の敵を撃ち落とせ!」 - Oozora no Kanawo Uchi oto Se!                                | 18 maggio 2000    |         |
| 08 | Find the Infiltrator! 「侵略者を見つけだせ!」 - Shinryakusha wo Mitsu Kedase!                                            | 22 maggio 2000    |         |
| 09 | Break Down the Gate of Darkness! 「漆黒のゲートをうち破れ!」 - Shikkoku no Geto Wouchi Yabure !                          | 29 maggio 2000    |         |
| 10 | Shake Free From the Demonic Dream! 「悪魔の夢をふり払え!」 - Akuma no Yume Wofuri Harae!                                 | 5 giugno 2000     |         |
| 11 | Stop That Bullet Train! 「あの新幹線を止めろ!」 - Ano Shinkansen wo Yamero!                                              | 12 giugno 2000    |         |
| 12 | Fly to the Northern Continent! 「北の大地へ飛べ!」 - Kita no Daichi he Tobe!                                             | 9 giugno 2000     |         |
| 13 | Defeat the Invader Executives! (Part One) 「倒せ、最強二大幹部!・前編」 - Taose, Saikyou ni Dai Kanbu! (Zenpen)          | 26 giugno 2000    |         |
| 14 | Defeat the Invader Executives! (Part Two) 「倒せ、最強二大幹部!・後編」 - Taose, Saikyou ni Dai Kanbu! (Kouhen)          | 3 luglio 2000     |         |
| 15 | Stop the Arranged Marriage! 「お見合いをぶっつぶせ!」 - O Miai Wobuttsubuse!                                             | 10 luglio 2000    |         |
| 16 | Send Out the Gate Robo! 「ゲートロボ出撃せよ!」 - Getorobo Shutsugeki Seyo!                                              | 17 luglio 2000    |         |
| 17 | Race Down the Trailless Road! 「道なき道を突っ走れ!」 - Michi Naki Michi wo Tsuppashire!                                 | 24 luglio 2000    |         |
| 18 | Protect the Invader!? 「侵略者[インベーダー]を守り抜け!?」 - Shinryakusha Inbeda wo Mamori Nuke!?                        | 31 luglio 2000    |         |
| 19 | The Opinions of Youths! 「ヤングの主張を聞け!」 - Yangu no Shuchou wo Kike!                                              | 7 agosto 2000     |         |
| 20 | Leap Forward Into a New Year! 「新たな年へ飛躍せよ!」 - Arata na Nen he Hiyaku Seyo!                                     | 21 agosto 2000    |         |
| 21 | Protect the Festival of Progress & Harmony For Mankind! 「守れ!進歩と調和の祭典!」 - Mamore! Shinpo to Chouwa no Saiten! | 28 agosto 2000    |         |
| 22 | Destroy the Jet Black Robo! 「漆黒のロボを砕け!」 - Shikkoku no Robo wo Kudake !                                         | 4 settembre 2000  |         |
| 23 | Call Forth the Courage to Fight! 「戦う勇気をふりしぼれ!」 - Tatakau Yûki Wofurishibore !                                | 11 settembre 2000 |         |
| 24 | For the Smiles of Tomorrow 「明日の笑顔のために」 - Asu no Egao no Tame ni                                               | 18 settembre 2000 |         |

#### Colonna sonora
Sigla di apertura
- Asu no Egao no Tameni (明日の笑顔のために? "Per il sorriso di domani") cantata da Yumi Matsuzawa

Sigla di chiusura
- Kyō Kara Asu E (今日から明日へ? "Da oggi a domani") cantata da Yumi Matsuzawa